# A Filha da Profecia
A Filha da Profecia é o terceiro e último livro que encerra a trilogia Sevenwaters, de autoria da neozelandesa Juliet Marillier. Foi publicado em 2002.
Neste livro a personagem principal é Fainne, a filha de Ciarán e Niamh. Fainne é neta da poderosa feiticeira negra, Lady Oonagh mas também é neta de Sorcha, a bondosa heroína do primeiro livro "A Filha da Floresta". Neste livro, Fainne terá de desvendar o enigma de uma profecia e optar pelo bem ou pelo mal, pelo ódio ou pelo amor, numa verdadeira aventura recheada de mistérios, guerras, amor e magia.
Este livro é sobre uma rapariga que tem que enganar toda a sua família para poder salvar o pai das garras da sua malvada avó Lady Oonagh. Mas as suas primas e primos são demasiado queridos para ir contra eles e ela tem que escolher.